# Ересь

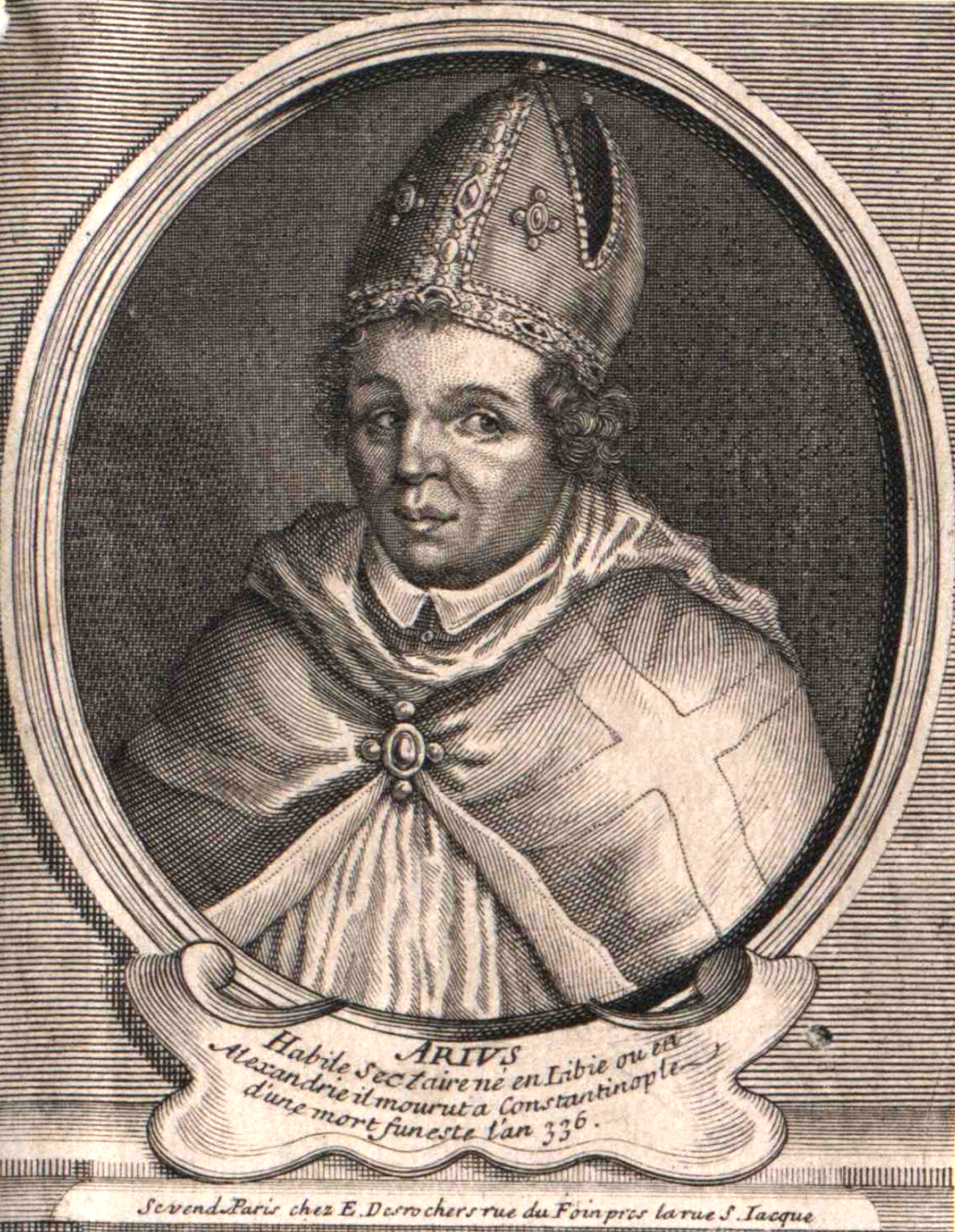
Арий, Александрийский пресвитер, осуждённый Никейским собором. Считается величайшим ересиархом в православной и католической традиции

Е́ресь (др.-греч. αἵρεσις — «выбор, направление, школа, учение, секта») — фундаментальное отклонение от основ религиозного учения той или иной религиозной общины. Так как у разных общин разные учения, представители двух разных течений религиозного учения могут взаимно обвинить друг друга в ереси. Ересь в христианстве, иудаизме и исламе подвергалась порицанию, подчас весьма суровому: от отлучения до смертной казни .
Следует иметь в виду, что в библейских текстах на греческом языке термин αἵρεσις используется в ином значении, как, например, в Первом послании к Коринфянам апостола Павла: δεῖ γὰρ καὶ αἱρέσεις ἐν ὑμῖν εἶναι, ἵνα οἱ δόκιμοι φανεροὶ γένωνται ἐν ὑμῖν. В русском синодальном переводе в данном месте слово переведено как «разномыслие»: «Ибо надлежит быть и разномыслиям между вами, дабы открылись между вами искусные» (1Кор. 11:19). Однако, в книге Деяний в тексте «<…> πρωτοστάτην τε τῆς τῶν Ναζωραίων αἱρέσεως» слово переведено как «ересь»: «<…> и представителем Назорейской ереси» (Деян. 24:5).
В разговорной речи «ересью» иногда называется любое сознательное отрицание или искажение того учения, которое говорящий считает истинным, а также сознательное утверждение того, что говорящий считает ложным.

## Этимология
Согласно толкованию, приведённому в трактате «Этимологии» средневекового учёного Исидора Севильского, слово «ересь» происходит от haeresis, латинской транслитерации греческого слова др.-греч. αἵρεσις, означающего выбор, или в широком смысле школа мысли. В этом значении слово изредка упоминается в Новом Завете (Деян. 5:17, Деян. 15:5, Деян. 24:5, Деян. 24:14, Гал. 5:20) и у ранних Отцов Церкви. Примерно в таком смысле это слово употреблялось ранее, в древнегреческой и римской философии, где под «ересью» имелся в виду заслуживающий уважения выбор той или иной философской школы для изучения. По предположению французского историка религий Марселя Симона, более близким по смыслу здесь будет слово иноверие, др.-греч. ἑτεροδοξία, впервые встречающееся у Платона для обозначения ложного убеждения. В текстах Нового Завета слово «ересь» употребляется преимущественно в негативном контексте, как обозначение, даваемое Церковью секте или группе, которая угрожает единству христиан, — то есть не как доктринальное отклонение. В Послании к Галатам это одно из многих «дел плоти», наряду с пьянством и идолослужением (Гал. 5:20), Послание к Титу предписывает отвращаться от невразумлённого еретика (Тит. 3:10). Второе послание Петра предупреждает против лжепророков и лжеучителей, «которые введут пагубные ереси» (2Петр. 2:1). Ересь в конечном счёте стала рассматриваться как отход от ортодоксии, и в смысле «иноверие» это слово применялось уже вскоре после 100 года, когда Игнатий Антиохийский в «Послании к траллийцам» призывал удаляться от яда еретиков, которые к «яду своего учения … примешивают Иисуса Христа, чем и приобретают к себе доверие». Постепенно эти два значения сблизились по смыслу, и во время Афанасия Великого (IV век) выражение др.-греч. ἑτεροδοξον αἵρεσιν, «иноверная ересь», уже было плеоназмом.
Вопрос о происхождении ересей привлекал внимание ранних христианских писателей, и на этот счёт существовали различные теории. Одна из первых принадлежит автору не сохранившейся церковной истории II века Егесиппу, которого цитирует Евсевий Кесарийский. Согласно его мнению, ереси первоначально возникли в иудаизме, в котором ещё до возникновения христианской церкви существовало семь сект. И учением одной из них начал «обольщать» церковь некий Фебуфис, ставший таким образом первым ересиархом. Другую схему предлагает апокрифический источник II—III веков «Климентины», постулирующий переход от незнания к знанию как универсальный закон: как Каин пришёл перед Авелем, Измаил перед Исааком, Исав перед Иаковом, Аарон перед Моисеем, так и Симон Маг был перед апостолом Петром в Риме. С точки зрения большинства ранних авторов именно Симон, а не Фебуфис, был «отцом ересей». Ипполит Римский (III век) обвинял в возникновении ереси последователей греческих философов, которые повторяют ошибки древних и представляют их как новые учения. По мнению Марселя Симона, принципиальное отличие системы Ипполита Римского от теории Егесиппа состоит в том, что у последнего источником являются учения, хоть в какой-то минимальной степени истинные, тогда как Ипполит возводит ереси к учениям изначально полностью ложным — хотя и более приемлемым, чем получившийся результат. Исходный смысл понятия «ересь», зафиксированный Исидором Севильским, то есть «выбор» учения, наиболее подходящего для конкретного человека, зафиксирован в Деяниях апостолов: в ответ на обвинение апостола Павла в подстрекательстве к мятежу и принадлежности к «Назорейской ереси» (Деян. 24:5) тот в свою защиту заявил, что «по учению, которое они называют ересью, я действительно служу Богу отцов моих, веруя всему, написанному в законе и пророках» (Деян. 24:5). Постепенно понятие ереси стало связываться с отклонением от религиозной нормы. Соответствующий процесс в иудаизме, где согласно Иосифу Флавию ересями назывались четыре основных направления (фарисеи, саддукеи, ессеи и зелоты), закончился несколько раньше с победой фарисеев в конце I века. По мнению немецкого богослова Генриха Шлиера, концепция ереси была подозрительной для ранних христиан, поскольку она связывалась прежде всего с греческими философскими школами и течениями в иудаизме.
В этимологическом духе, по определению Отца Церкви IV века Иеронима Стридонского, ересь возникает, когда человек выбирает, в какую доктрину ему верить, на основе своего собственного суждения. Многие определения подчёркивали, что в отличие от церковного раскола, ересь не происходит из церкви, но является внешним явлением по отношению к ней. Следствием такого подхода, в частности, являлся вывод, что все дуалистские ереси являются манихейством, а антитринитарные — арианством.

## Богословское определение
С точки зрения богословия, ересь — это «сознательный отказ принимать богооткровенную истину и следование ошибочному учению».

## Производные понятия
- Ересиа́рх (греч. αἱρεσιάρχης) — глава еретической религиозной общины, движения.
- Ерети́к (греч. αἱρετικός) — приверженец еретической идеологии, член еретической общины.

## В исламе
В исламе любое отклонение от религиозного учения («бида») строго осуждается. При этом отклонением считается любое нововведение в религии. К сторонникам «бида» применяются термины «мубтади», «зиндик», а также нередко «кафир» (в значении неверный) или «мунафик» (то есть тайный неверный).
Традиционно еретиками называли друг друга сунниты, ибадиты, шииты, а также шииты разных направлений. Но в настоящее время в связи с членством в Организации исламского сотрудничества, где представлены государства с доминированием каждого из трёх течений, правительства мусульманских государств обычно признают все эти течения мусульманскими, хотя часто и не одинаково истинными. В то же время вслед за салафитами экстремистские суннитские организации считают шиитов и суфистов как минимум еретиками; аналогичные организации есть и у шиитов. Ахмадия считается еретическим учением в Пакистане, где официальная конфессия ислама — суннизм. Некоторые новые религии, выросшие из ислама (например, сикхи, бахаи и Нация ислама), первоначально считались еретическими. В настоящее время чаще всего еретическими называют следующие исламские течения:
- Исмаилизм
- Друзы
- Алавиты